# ATV Offroad Fury: Blazin' Trails
ATV Offroad Fury: Blazin' Trails est un jeu vidéo de course sorti en 2005 sur PlayStation Portable. Il est développé par Climax Racing et édité par Sony. Il fait partie de la série des ATV Offroad Fury.